# Marcos Pereira
Marcos Antônio Pereira GCRB (Linhares, 4 de abril de 1972) é um advogado, bispo licenciado da Igreja Universal do Reino de Deus, professor e político brasileiro. Atualmente é presidente nacional do Republicanos.

## Biografia
Formado em Direito pela Universidade Paulista e especialista em Direito e Processo Penal pela Faculdade de Direito da Universidade Presbiteriana Mackenzie. Exerce, entre outras atividades, a docência em Direito Penal no Instituto Brasiliense de Direito Público (IDP) e é membro fundador da Comunidade de Juristas de Língua Portuguesa, uma comissão informal criada em 2009. Iniciou sua carreira política em 2005, quando se filiou ao Partido Socialista Brasileiro (PSB), porém não exerceu função pública. Filiou-se ao Republicanos em 2010.

### Ministro da Indústria e Comércio Exterior e Serviços
Em 12 de maio de 2016 foi nomeado, no governo interino de Michel Temer, para o cargo de Ministro da Indústria, Comércio Exterior e Serviços, e a nomeação foi publicada na edição de 13 de maio do Diário Oficial da União (DOU). Pediu demissão em 3 de janeiro de 2018 após ser mencionado na Operação Lava Jato, como beneficiário de propina da empresa Odebrecht; logo após houve renúncia do cargo para “tratar” de questões pessoais e partidárias.